# Арієль (кінопремія)
«Арієль» (ісп. Premio Ariel) — мексиканська національна кінопремія, що вручається щорічно, починаючи з 1947 року, Академією кінематографічних мистецтв і наук Мексики (ісп. Academia Mexicana de Artes y Ciencias Cinematográficas, AMACC). Приз, фігурка чоловіка, був створений скульптором Ігнасіо Асунсоло. Премію названо за заголовком знаменитої книги-есе про латиноамериканську людину уругвайського письменника Хосе Енріке Родо. Вважається найпрестижнішою нагородою в мексиканському кінематографі.
Академія присуджує Срібний Арієль у 25-ти категоріях і Золотий Арієль за Найкращий фільм. Крім того, Золотий Арієль надається окремим особам і установам за визнання їхніх досягнень у кар'єрі.

## Номінації
- «Золотий Арієль» / Ariel de Oro
- Найкращий фільм / Ariel a la Mejor Película
- Найкраща режисура / Ariel a Mejor Dirección
- Найкраща жіноча роль / Ariel a Mejor Actriz
- Найкраща чоловіча роль / Ariel a Mejor Actor/
- Найкраща жіноча роль другого плану / Ariel a Mejor Coactuación Femenina
- Найкраща чоловіча роль другого плану / Ariel a Mejor Coactuación Masculina
- Найкращий оригінальний сценарій / Ariel a Mejor Guión Original
- Найкраща операторська робота / Ariel a Mejor Fotografía
- Найкращий монтаж / Ariel a Mejor Edición
- Найкраща оригінальна музика / Ariel a Mejor Música Compuesta para Cine
- Найкращий звук / Ariel a Mejor Sonido
- Найкращі декорації / Ariel a Mejor Diseño de Arte
- Найкраща робота художника по костюмах / Ariel a Mejor Vestuario
- Найкращий грим / Ariel a Mejor Maquillaje
- Найкращі спецефекти / Ariel a Mejor Efectos Especiales
- Найкращий дебютна робота / Ariel a Mejor Ópera Prima
- Найкращий документальний короткометражний фільм / Ariel a Mejor Cortometraje Documental
- Найкращий документальний повнометражний фільм / Ariel a Mejor Largometraje Documental
- Найкращий анімаційний повнометражний фільм / Ariel a Mejor Largometraje de Animación
- Найкращий анімаційний короткометражний фільм / Ariel a Mejor Cortometraje de Animación
- Найкращий художній короткометражний фільм / Ariel a Mejor Cortometraje de Ficción
- Найкращий латиноамериканський фільм / Ariel a Mejor Película Iberoamericana
- Найкраща епізодична чоловіча роль / Ariel a Mejor Actor de Cuadro
- Найкраща епізодична жіноча роль / Ariel a Mejor Actriz de Cuadro
- Найкраща дитяча роль / Ariel a Mejor Actuación Infantil
- Найкраща юнацька роль / Ariel a Mejor Actuación Juvenil
- Найкращий оригінальний сюжет / Ariel a Mejor Argumento Original
- Найкраща робота художника / Ariel a Mejor Escenografía
- Найкращий адаптований сценарій / Ariel a Mejor Guión Adaptado
- Найкращий бюджет / Ariel a Mejor Música de Fondo
- Найкращий освітній або науковий короткометражний фільм / Ariel a Mejor Cortometraje Educativo, Científico o de Divulgación Artística
- Найкращий фільм середнього метражу / Ariel a Mejor Mediometraje Ficción
- Найкращий документальний фільм середнього метражу / Ariel a Mejor Mediometraje Documental
- Найкраща пісня / Ariel a Mejor Tema Musical